# Ирландия на зимних Олимпийских играх 2018
Ирландия на зимних Олимпийских играх 2018 года была представлена 5 спортсменами в 4 дисциплинах лыжного спорта. На церемонии открытия Игр право нести национальный флаг было доверено сноубордисту Шеймусу О’Коннору, а на церемонии закрытия флаг нёс фристайлист Брендан Ньюби, занявший 22-е место в хафпайпе. По итогам соревнований сборная Ирландии, принимавшая участие в своих седьмых зимних Олимпийских играх, вновь осталась без медалей.

## Состав сборной
В заявку сборной Ирландии для участия в Играх 2018 года вошли 5 спортсменов (4 мужчины и 1 женщина), которые выступили в 4 олимпийских дисциплинах.
 Горнолыжный спорт
1. Патрик Макмиллан
2. Тесс Арбез

 Лыжные гонки
1. Томас Ялмар Вестгор

 Сноуборд
1. Шеймус О’Коннор

 Фристайл
1. Брендан Ньюби

## Результаты соревнований

### Лыжные виды спорта

#### Горнолыжный спорт
Квалификация спортсменов для участия в Олимпийских играх осуществлялась на основании специального квалификационного рейтинга FIS по состоянию на 21 января 2018 года. При этом НОК для участия в Олимпийских играх мог выбрать только того спортсмена, который вошёл в топ-500 олимпийского рейтинга в своей дисциплине, и при этом имел определённое количество очков, согласно квалификационной таблице. Страны, не имеющие участников в числе 500 сильнейших спортсменов, могли претендовать только на квоты категории «B» в технических дисциплинах. По итогам квалификационного отбора сборная Ирландии завоевала 2 олимпийские лицензии категории «A».
Мужчины
| Соревнование     | Спортсмены       | Скоростной спуск/ 1 спуск | Скоростной спуск/ 1 спуск | Слалом/ 2 спуск | Слалом/ 2 спуск | Всего   | Место | Отставание |
| Соревнование     | Спортсмены       | Время                     | Место                     | Время           | Место           | Всего   | Место | Отставание |
| ---------------- | ---------------- | ------------------------- | ------------------------- | --------------- | --------------- | ------- | ----- | ---------- |
| скоростной спуск | Патрик Макмиллан | не проводится             | не проводится             | не проводится   | не проводится   | 1:49,98 | 52    | +9,73      |
| супергигант      | Патрик Макмиллан | не проводится             | не проводится             | не проводится   | не проводится   | 1:33,54 | 48    | +9,10      |
| комбинация       | Патрик Макмиллан | 1:25,77                   | 61                        | DNF             | DNF             | —       | —     | —          |

Женщины
| Соревнование      | Спортсмены | Скоростной спуск/ 1 спуск | Скоростной спуск/ 1 спуск | Слалом/ 2 спуск | Слалом/ 2 спуск | Всего   | Место | Отставание |
| Соревнование      | Спортсмены | Время                     | Место                     | Время           | Место           | Всего   | Место | Отставание |
| ----------------- | ---------- | ------------------------- | ------------------------- | --------------- | --------------- | ------- | ----- | ---------- |
| слалом            | Тесс Арбез | 59,47                     | 51                        | 59,00           | 47              | 1:58,47 | 46    | +19,84     |
| гигантский слалом | Тесс Арбез | 1:22,12                   | 56                        | 1:18,12         | 50              | 2:40,24 | 50    | +20,22     |

#### Лыжные гонки
Квалификация спортсменов для участия в Олимпийских играх осуществлялась на основании специального квалификационного рейтинга FIS по состоянию на 21 января 2018 года. Для получения олимпийской лицензии категории «A» спортсменам необходимо было набрать максимум 100 очков в дистанционном рейтинге FIS. При этом каждый НОК может заявить на Игры 1 мужчину и 1 женщины, если они выполнили квалификационный критерий «B», по которому они смогут принять участие в спринте и гонках на 10 км для женщин или 15 км для мужчин. По итогам квалификационного отбора сборная Ирландии завоевала мужскую олимпийскую лицензию категории «A», благодаря успешным выступлениям Томаса Ялмара Вестгора.
Мужчины
Дистанционные гонки
| Соревнование              | Спортсмены          | Результат | Место | Отставание |
| ------------------------- | ------------------- | --------- | ----- | ---------- |
| 15 км свободным стилем    | Томас Ялмар Вестгор | 37:36,6   | 63    | +3:52,7    |
| скиатлон 15+15 км         | Томас Ялмар Вестгор | 1:32:34,2 | 60    | +16:14,2   |
| 50 км классическим стилем | Томас Ялмар Вестгор | DNS       | —     | —          |

Спринт
| Соревнование | Спортсмены          | Квалификация | Квалификация | Четвертьфинал        | Четвертьфинал        | Четвертьфинал        | Полуфинал            | Полуфинал            | Полуфинал            | Финал                | Финал                | Итоговое место |
| Соревнование | Спортсмены          | Результат    | Место        | Заезд                | Результат            | Место                | Заезд                | Результат            | Место                | Результат            | Место                | Итоговое место |
| ------------ | ------------------- | ------------ | ------------ | -------------------- | -------------------- | -------------------- | -------------------- | -------------------- | -------------------- | -------------------- | -------------------- | -------------- |
| спринт       | Томас Ялмар Вестгор | 3:29,61      | 62           | завершил выступление | завершил выступление | завершил выступление | завершил выступление | завершил выступление | завершил выступление | завершил выступление | завершил выступление | 62             |

#### Сноуборд
По сравнению с прошлыми Играми в программе соревнований произошёл ряд изменений. Вместо параллельного слалома были добавлены соревнования в биг-эйре. Во всех дисциплинах, за исключением мужского сноуборд-кросса, изменилось количество участников соревнований, был отменён полуфинальный раунд, а также в финалах фристайла спортсмены стали выполнять по три попытки. Квалификация спортсменов для участия в Олимпийских играх осуществлялась на основании специального квалификационного рейтинга FIS по состоянию на 21 января 2018 года. Для каждой дисциплины были установлены определённые условия, выполнив которые спортсмены могли претендовать на попадание в состав сборной для участия в Олимпийских играх. По итогам квалификационного отбора сборная Ирландии усилиями Шеймуса О’Коннора завоевала олимпийскую лицензию в хафпайпе.
Мужчины
Фристайл
| Соревнование | Спортсмены      | Квалификация | Квалификация | Квалификация | Финал                | Финал                | Финал                | Финал                | Итоговое место |
| Соревнование | Спортсмены      | 1 спуск      | 2 спуск      | Место        | 1 спуск              | 2 спуск              | 3 спуск              | Место                | Итоговое место |
| ------------ | --------------- | ------------ | ------------ | ------------ | -------------------- | -------------------- | -------------------- | -------------------- | -------------- |
| хафпайп      | Шеймус О’Коннор | 65,50        | 39,75        | 18           | завершил выступление | завершил выступление | завершил выступление | завершил выступление | 18             |

#### Фристайл
По сравнению с прошлыми Играми изменения произошли в хафпайпе и слоупстайле. Теперь в финалах этих дисциплин фристайлисты стали выполнять по три попытки, при этом итоговое положение спортсменов по-прежнему определяется по результату лучшей из них. Квалификация спортсменов для участия в Олимпийских играх осуществлялась на основании специального квалификационного рейтинга FIS по состоянию на 21 января 2018 года. Для каждой дисциплины были установлены определённые условия, выполнив которые спортсмены могли претендовать на попадание в состав сборной для участия в Олимпийских играх. По итогам квалификационного отбора сборная Ирландии не смогла завоевать олимпийских лицензий, но после перераспределения получила квоту в мужском хафпайпе.
Мужчины
Парк и пайп
| Соревнование | Спортсмены    | Квалификация | Квалификация | Квалификация | Финал                | Финал                | Финал                | Финал                | Итоговое место |
| Соревнование | Спортсмены    | 1 заезд      | 2 заезд      | Место        | 1 заезд              | 2 заезд              | 3 заезд              | Место                | Итоговое место |
| ------------ | ------------- | ------------ | ------------ | ------------ | -------------------- | -------------------- | -------------------- | -------------------- | -------------- |
| хафпайп      | Брендан Ньюби | 53,80        | 13,20        | 22           | завершил выступление | завершил выступление | завершил выступление | завершил выступление | 22             |